# Les Mensch
 (novembre 2013).
Pour les articles homonymes, voir Mensch.
Les Mensch est un roman de Nicolas Couchepin, publié en février 2013 aux éditions du Seuil. Il a été nommé pour la 5e édition (2013-2014) du Prix du Roman des Romands.

## Résumé
Les Mensch raconte l’histoire d’une famille a priori normale: deux enfants, des parents unis et une maison familiale héritée dans un quartier qu’on pourrait qualifier de banal. Mais il ne faut jamais se fier aux apparences…
En effet, il suffit de se pencher légèrement sur la vie de chacun des membres de cette famille pour se rendre compte que la normalité ne fait pas tout à fait partie de leur vie. Le fils, Simon, provoque un déséquilibre au sein de la famille à cause de son handicap mental. Sa sœur, Marie, adolescente de seize ans, mal dans sa peau, supporte extrêmement mal le fait d’avoir un frère « taré ». Muriel, sa mère, n’a, à l’inverse de Marie, d'yeux que pour lui et en oublie les autres membres de la famille comme son mari, Théo, obligé de se réfugier chaque nuit dans le lit de son enfance en espérant trouver le réconfort que sa famille ne lui apporte pas. Et toutes ces vies se voient bientôt bouleversées par le besoin soudain de Théo de creuser la cave de sa maison que sa mère avait recouverte de terre.

## Personnages principaux
- Théo Mensch : père
- Muriel Mensch : mère
- Marie Mensch : fille, adolescente mal dans sa peau
- Simon Mensch : fils, handicapé mental et physique (trisomie 21)

## Principales thématiques
La folie de chaque personnage est claire et très distincte dans Les Mensch. Elle est présente dans la vie de chacun d'eux. Chacun s'engouffre gentiment dans cette folie personnelle et il leur devient de plus en plus difficile d'en ressortir. Chaque personnage est fou à sa façon: 
- Théo: Sa folie provient d'abord du fait que sa femme ne lui porte pas d'attention. Il se retrouve emprisonné dans son mal-être sans aucune échappatoire, se retrouve seul face à lui-même et aux souvenirs de son enfance qui le tenaillent.
- Murielle: Sa folie provient directement du handicap de son fils. L'admiration qu'elle éprouve pour lui est malsaine, dans la mesure où elle lui fait oublier le reste de la famille. Elle ne vit que pour son fils, pour son bonheur, en oublie le sien et néglige aussi celui du reste de sa famille.
- Marie: Sa folie provient de sa crise d'adolescence. Elle est enfermée dans un monde de haine d'elle-même, de superficialité, elle est incapable de s'ouvrir à qui ou quoi que ce soit étant donné que ses parents la négligent. Sa folie se renforce aussi par le fait qu'elle ne peut parler à personne et n'a aucun contact extérieur. Elle tombe petit à petit dans un abîme de malheur et de folie.
- Simon: C'est en même temps le plus et le moins fou de tous. Le plus, car il a une maladie mentale et le moins car sa maladie l'empêche d'être emprisonné dans le même monde de folie que sa famille.

La solitude est omniprésente dans l'ensemble du livre. En effet, la famille Mensch est une famille sans vraiment en être une. Là de nouveau, chaque personnage éprouve de la solitude à sa façon. 
- Simon est seul, mais il n'y peut rien. Son handicap, d'office, le bloque dans un présent qui n'aura jamais ni passé, ni futur. C'est à peine s'il se souvient ce qu'il a fait hier, où se qu'il fera le lendemain. Encore une fois, Simon est à la fois le plus et le moins seul d'entre eux. Mais de ce handicap, jamais personne ne pourra le délivrer.
- Marie, elle aussi, est seule. Elle n'a personne à qui se confier, n'a pas des parents très réceptifs à son malheur. Pire, ils ne lui prêtent même pas d'attention. Elle est certainement dans le même cas que plusieurs autres adolescents. Cependant, elle est malheureuse, mal dans sa peau et seule.
- Murielle est seule car elle n'a personne avec qui partager son admiration. Cependant, on peut parfois avoir l'impression qu'elle se suffit à elle-même, qu'elle n'a besoin de personne à qui en parler car son fils lui suffit largement, ce qui paraît tout aussi malsain.
- Théo est seul, dans son enfance comme dans le présent. Encore et toujours en manque d'attention de sa femme, un amour qui n'a plus lieu d'être. Des enfants dont il n'a pas le droit (ou dont il ne veut pas) s'occuper. La solitude de Théo se traduit, finalement, par la frustration d'un père et d'un mari, qui, au fond, ne sert plus à rien.